# دهستان تلنگ (میناب)
دهستان تلنگ، یکی از دهستان‌های بخش کریان شهرستان میناب در استان هرمزگان ایران است. مرکز این دهستان، روستای تلنگ سراتک است.

## جمعیت
بر پایه سرشماری عمومی نفوس و مسکن در سال ۱۳۹۵، جمعیت دهستان تلنگ برابر با ۴،۵۷۷ نفر بوده‌است.